# Ligusticum kiangsiense
Ligusticum kiangsiense är en flockblommig växtart som beskrevs av H.Wolff. Ligusticum kiangsiense ingår i släktet strandlokor, och familjen flockblommiga växter. Inga underarter finns listade i Catalogue of Life.